# Maren Grøthe
Maren Grøthe, née le 14 juillet 2001, est une femme politique norvégienne. Élue députée suppléante de Ola Borten Moe en 2021 à l'âge de 20 ans, elle devient le plus jeune membre du Storting de l'histoire de la Norvège, siégeant à la place de Moe devenu ministre.